# Léo Tilica
Leonardo Costa Silva, meglio noto come Léo Tilica (São Luís, 20 aprile 1995), è un calciatore brasiliano, attaccante dell'Al-Najma.

## Carriera
Cresciuto nel settore giovanile del Grêmio, ha esordito in prima squadra l'11 giugno 2016 disputando l'incontro del Brasileirão pareggiato 1-1 contro il Fluminense. Dopo aver giocato in prestito prima all'Atlético Tubarão e poi al Confiança, viene ceduto a titolo definitivo al Caxias. Il 18 agosto 2020 si trasferisce in Grecia all'Asteras Tripolīs.

## Palmarès

### Club

#### Competizioni statali
- Campionato Gaúcho: 1

Grêmio: 2018